# بورسیه رودز

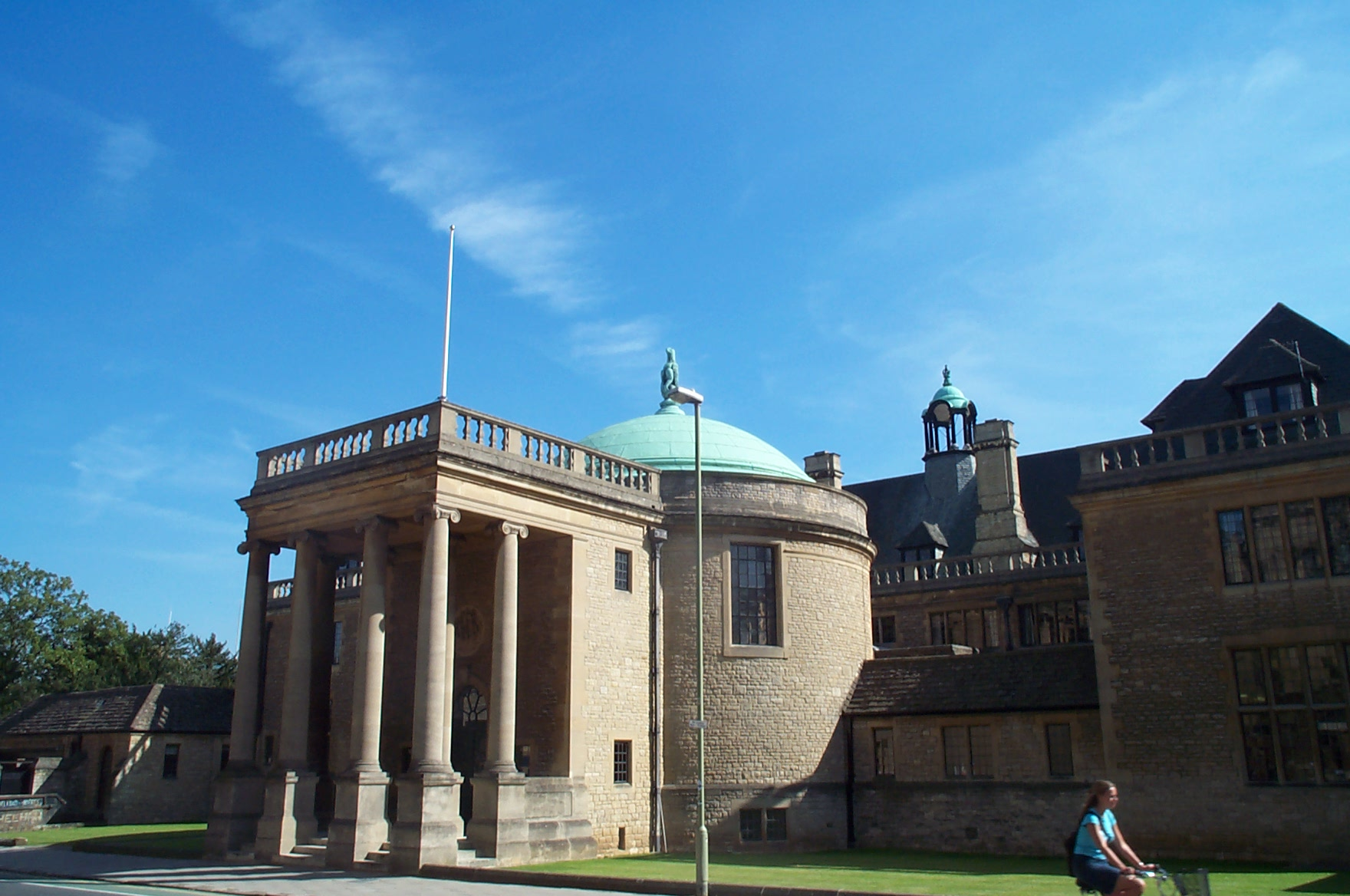
رودز هاوس در آکسفورد، طراحی شده توسط سر هربرت بیکر

بورسیه رودْز (انگلیسی: Rhodes Scholarship) از جوایز بین‌المللی تحصیلات تکمیلی برای تحصیل در دانشگاه آکسفورد است. این بورسیه را سسیل رودس، بیزنس‌من و سیاستمدار انگلیسی برای ترویج وحدت بین ملل انگلیسی زبان و ایجاد یک حس رهبری مدنی و بردباری اخلاقی در رهبران آینده بی‌توجه به مسیری که آنان برای حرفه‌شان انتخاب کرده‌اند بنیان گذاشت.
از جمله دریافت کنندگان برجسته بورسیه رودز عبارتند از: تونی ابوت، باب هاوک و مالکوم ترنبول نخست وزیران سابق استرالیا، و بیل کلینتون رئیس‌جمهور سابق آمریکا، و نیز برندگان جایزه نوبل.